# Köldökszösz

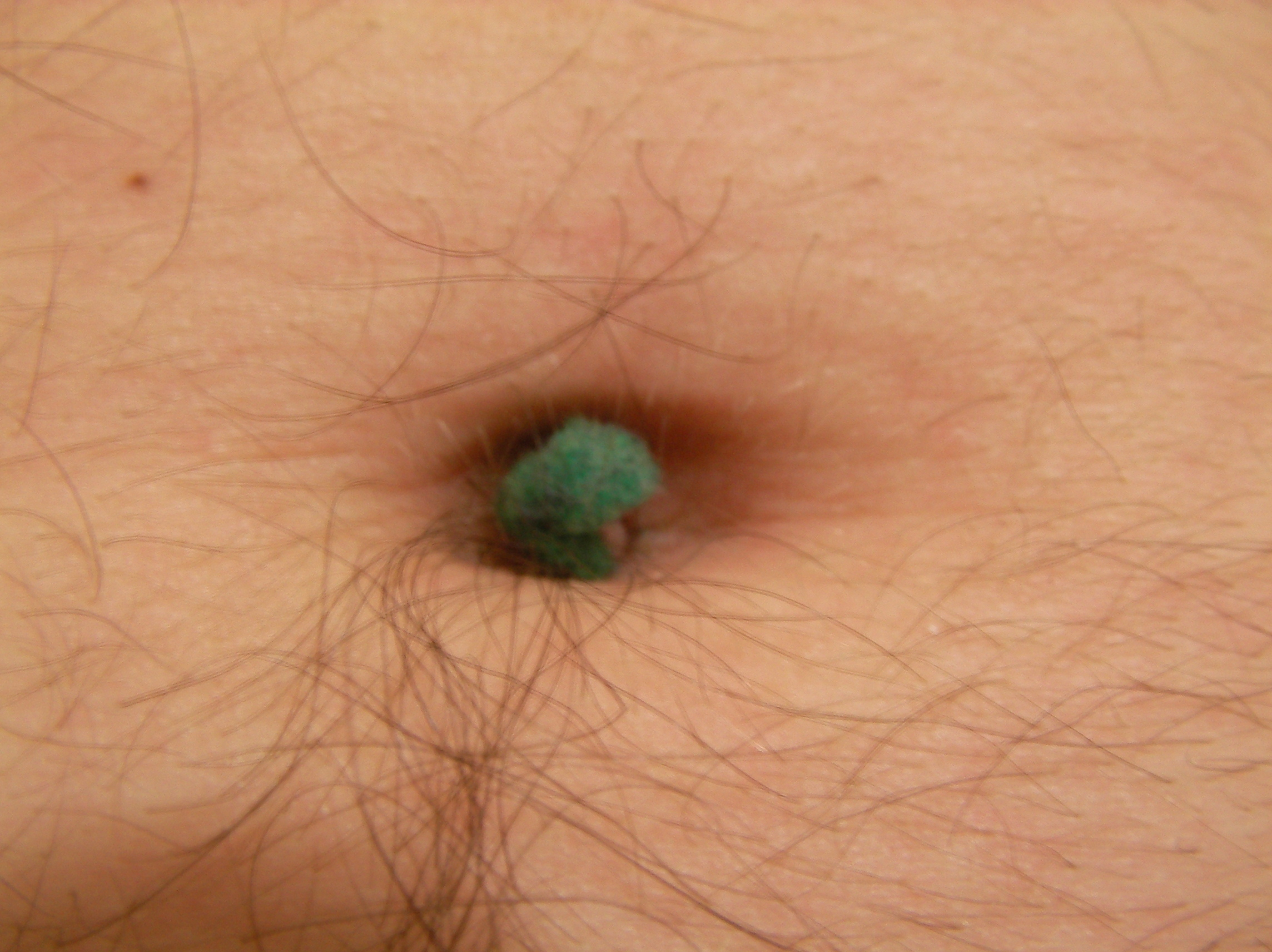

A köldökszösz vagy köldökpihe a köldök üregében felgyűlő bolyhos szálak neve.
Sokan megfigyelték, hogy a nap elején és a nap végén egy kis csomónyi szösz található a köldökükben. Ez a testszőrzet által a ruha szálaiból kikapart szöszből áll. Nem teljesen világos, hogy miért gyűlnek össze a szöszök. Egy hihető magyarázat szerint a hasi szőrök és a ruházat dörzsölődése statikus elektromosságot gerjeszt, ami segít a ruha szálait, illetve az elpusztult hámsejteket összegyűjteni.
Georg Steinhauser vegyész a Medical Hypothesesben megjelent cikke szerint az apró szöszdarabok először a szőrben jelennek meg, és a nap végére vándorolnak át a köldökbe. Azt is állítja, hogy a szőr pikkelyes szerkezete növeli a horzsoló hatást, amit az ing vagy póló apró kis szálaira kifejt, a hasi szőrzet köldök körüli koncentrikus elrendezése pedig a szöszöket a köldök felé irányítja.

## A szöszképződés megakadályozása
Georg Steinhauser kísérletileg megállapította, hogy a has borotválása megszünteti a köldökszösz képződését, de a szőr visszanövésével a szösz is újra megjelenik. Egy másik javaslata szerint a régebbi ruhák viselése is csökkenti a szöszképződést, mivel kevésbé hullajtják az anyagukat, mint az újabb ruhák, melyek tömegének évi egy ezrelékét is „elrabolhatja” a köldök. Testékszer is használható erre a célra, a köldökpiercingek különösen hatékonyan söprik ki az anyagi szálakat, még mielőtt összetapadva befészkelnék magukat a köldökbe.

## Fordítás
- Ez a szócikk részben vagy egészben a Navel lint című angol Wikipédia-szócikk ezen változatának fordításán alapul.  Az eredeti cikk szerkesztőit annak laptörténete sorolja fel. Ez a jelzés csupán a megfogalmazás eredetét és a szerzői jogokat jelzi, nem szolgál a cikkben szereplő információk forrásmegjelöléseként.